# Thecidellina minuta
Thecidellina minuta är en armfotingsart som beskrevs av Cooper 1981. Thecidellina minuta ingår i släktet Thecidellina och familjen Thecidellinidae. Inga underarter finns listade i Catalogue of Life.